# Lametta

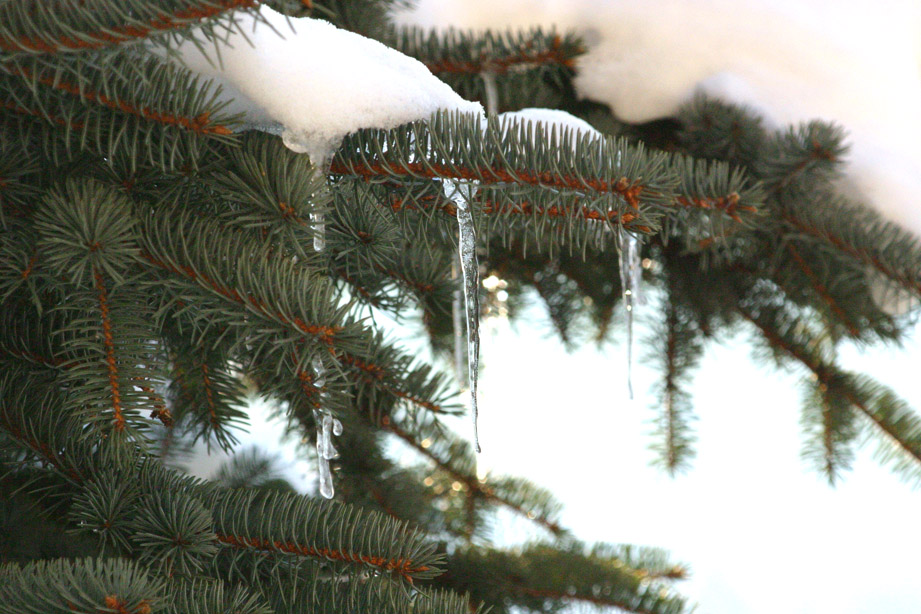
IJspegels als voorbeeld voor lametta

Lametta (verkleinwoord van het Italiaanse lama „metaalblad“) bestaat uit smalle, dunne, glinsterende metaalstroken en is een traditionele versiering voor in de kerstboom. Lametta symboliseert de ijspegels aan de kerstboom.

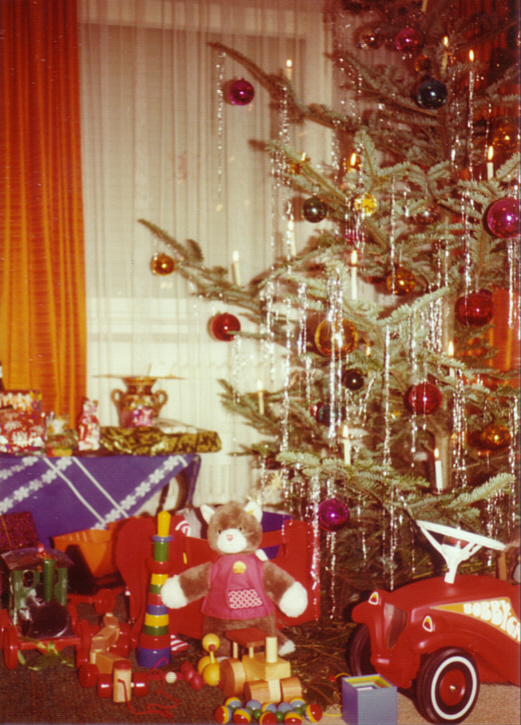
Lametta aan een kerstboom in de jaren 70

Lametta wordt ook gebruikt voor lamettahaar, ook wel engelenhaar genoemd.

## Dalende populariteit
In 2015 heeft de laatste fabrikant van lametta in Duitsland, Riffelmacher & Weinberger besloten om de productie te staken. Ten grondslag van deze productiestop ligt de verminderde vraag naar lametta. In de hoogtijdagen van lametta produceerde Riffelmacher & Weinberger nog ongeveer 50 ton per jaar. De laatste jaren produceerde ze nog maar een paar honderd kilo.

## Materiaal

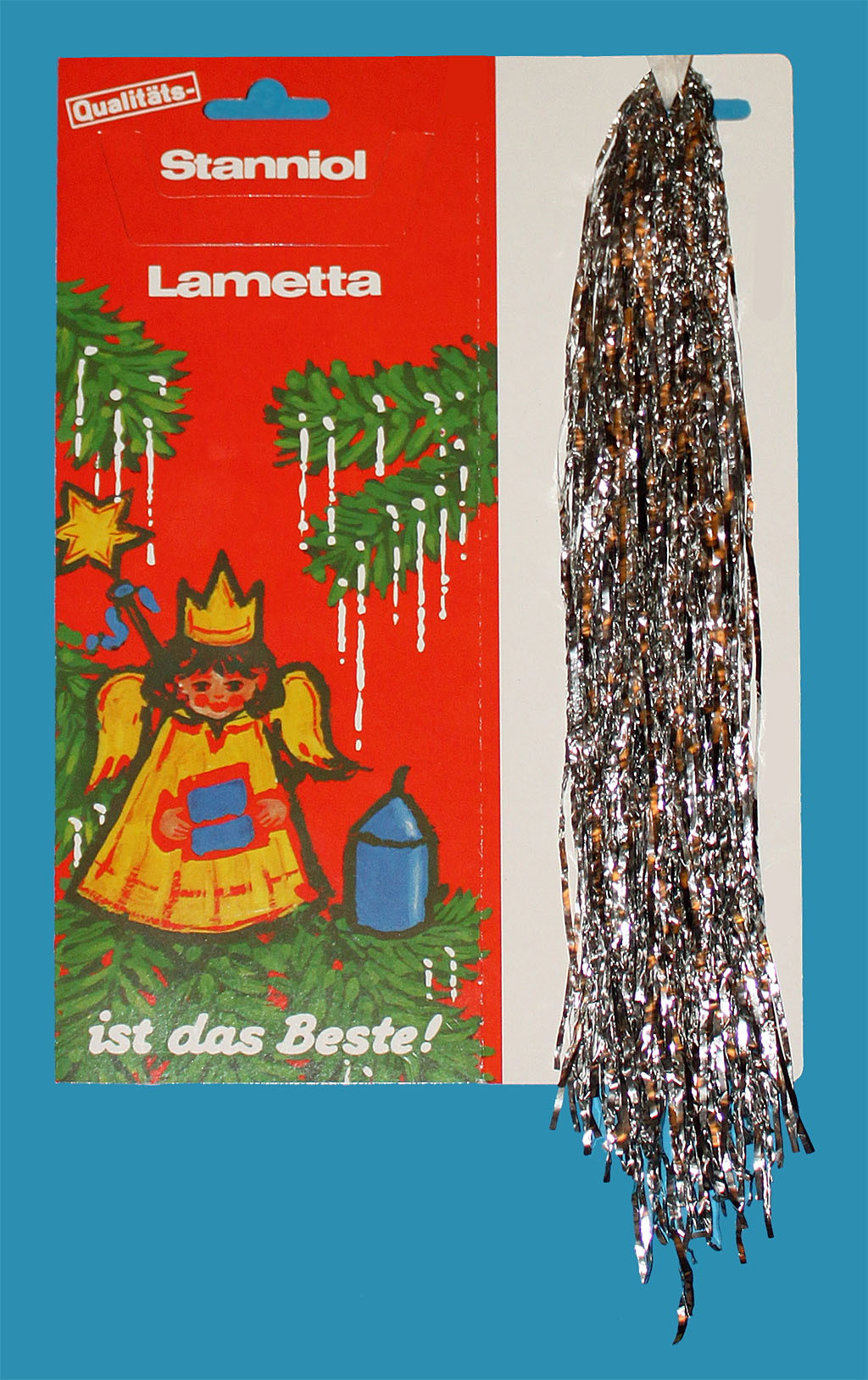
Een in de handel gebruikelijke verpakking stannioollametta uit het jaar 2012

Als grondstof wordt traditioneel stanniool gebruikt, dat gesmolten, gegoten, gewalst en in zeer smalle stroken gesneden wordt. Stannioollametta kan een aandeel lood als kern bevatten, om het gewicht van de lametten te verhogen en daarmee diens val te verbeteren. Omdat lood schadelijk is voor het milieu is het gebruik van Stannioollametta sterk teruggedrongen. In plaats daarvan bestaat lametta tegenwoordig uit gemetalliseerde kunststof (mylar). In de DDR werd Lametta ook gebruikt voor aluminiumfolie. 